# Гангський артезіанський басейн
Гангський артезіанський басейн — розташований в центральній частині Південної Азії, на території Індії, Бангладеш, Непалу, Бутану, Китаю і М'янми.

## Характеристика
Площа 1,86 млн км². Басейн приурочений до північної частини Індостанської платформи. Включає Передгімалайський і Передараканський крайові прогини. Напірні води розкриваються свердловинами зі сталим рівнем не глибше 15 м.
Питомі дебіти 5-30 л/с. Мінералізація нижче 1 г/л. Експлуатаційні ресурси вод — близько 7400 км³/рік.

## Технологія розробки
Підземні води експлуатуються великим числом колодязів і свердловин.